# María Teresa Barreto
María Teresa Barreto Velásquez (Medellín, 18 de marzo de 1988) , es una actriz colombiana de teatro y televisión. Es la hermana menor de la también actriz, Paula Barreto.

## Carrera
Comienza en teatro a los 9 años, a la Casa de la cultura de Envigado. Del 1999 al 2004 empieza su formación musical en la Red de bandas y escuelas de música de Medellín, su ciudad de origen. Al mismo tiempo, sigue cursos en los Talleres de actuación con Ricardo Gonzáles, entre Medellín y Bogotá (2003-2005), y en el Taller Como presentar un casting del Centro de pensamiento creativo en Bogotá (2004). En 2007, termina sus estudios teatrales en el Taller Integral de Teatro de la Academia Navia, en Bogotá. En 2011 hace estudios vocales en el Taller de Voz con la profesora Carolina Medina de la Casa Del Teatro Nacional, en Colombia.
Debuta en televisión participando a la telenovela producida por Teleset Al ritmo de tu corazón como Tatiana, que fue suspendida después de una semana. También trabajó en el programa de televisión Floricienta de RCN de 2006 a 2007. Interpreta a Luz Divina en la telenovela Un verano en Venecia, producidas por RCN Televisión. Vuelve en Teleset, como participación especial, en la telenovela Operación Alligator, interpretando a Carolina. Participa también en la telenovela Padres e hijos como Britney, producida por Colombiana de Televisión y como Marisa Ornelas de la Torre en la telenovela de MTV Niñas mal (2010), en ambas con Jéssica Sanjuán. 
En 2011, participa en tres producciones de Caracol Televisión: Tu voz estéreo (unitario), interpretando a un papel coprotagónico, Mónica; la serie de televisión Los años maravillosos, como Martina; y la telenovela Mujeres al límite interpretando a Nancy y Laura, ambos co-protagónicos. A partir de entonces ha realizado apariciones en otras producciones de televisión como Laura la santa colombiana, María Magdalena y Yo soy Franky.

## Filmografía

### Televisión
| Año       | Título                        | Personaje                   | Canal                     |
| --------- | ----------------------------- | --------------------------- | ------------------------- |
| 2022      | Hasta que la plata nos separe | Anita de Lizarralde         | Canal RCN / Telemundo     |
| 2021      | Café con aroma de mujer       | Marcela Vallejo Sáenz       | Canal RCN / Telemundo     |
| 2018-2019 | María Magdalena               | Abigail                     | Azteca 7 /TVN             |
| 2016-2017 | 2091                          | Muna                        | Fox Channel               |
| 2016      | Yo soy Franky                 | Sabrina Aguilera            | Nickelodeon Latinoamérica |
| 2016      | La Niña                       | Yolima                      | Caracol Television        |
| 2015      | Laura la santa colombiana     | Hermana María Escobar       | Caracol Television        |
| 2015      | Lady, la vendedora de rosas   | Claudia                     | Canal RCN                 |
| 2014      | La ronca de oro               | Beatriz                     | Caracol Television        |
| 2014      | Los años maravillosos         | Martina                     | Caracol Television        |
| 2013      | La Madame                     | Sofía                       | Caracol Television        |
| 2011-2015 | Mujeres al límite             | Nancy / Laura               | Caracol Television        |
| 2010-2011 | Tu voz estéreo                | Mónica                      | Caracol Television        |
| 2010      | Niñas Mal                     | Marissa Ornelas de la Torre | MTV                       |
| 2009      | Verano en Venecia             | Luz Divina                  | Canal RCN                 |
| 2008      | Los protegidos                | Carolina                    | Canal RCN                 |
| 2006-2007 | Floricienta                   | Maia Fritzenwalden          | Canal RCN                 |
| 2004-2005 | Padres e hijos                | Britney                     | Caracol Television        |
| 2004      | Al ritmo de tu corazón        | Tatiana                     |                           |

## Reality
| Año  | Título               | Rol          |
| ---- | -------------------- | ------------ |
| 2023 | Duro contra el mundo | Participante |
| 2022 | MasterChef Celebrity | Participante |

## Cine
| Año  | Título                | Personaje |
| ---- | --------------------- | --------- |
| 2020 | El olvido que seremos | Mariluz   |
| 2011 | Poker                 | Camila    |

## Teatro
| Año  | Título                            | Teatro                                   |
| ---- | --------------------------------- | ---------------------------------------- |
| -    | Los tres pelos dorados del diablo | Festival de Teatro Infantil, Medellín    |
| 1997 | El Principito                     | Casa de la cultura de Envigado, Colombia |